# Reculée du Cul du Cerf
 (février 2018).
Si vous disposez d'ouvrages ou d'articles de référence ou si vous connaissez des sites web de qualité traitant du thème abordé ici, merci de compléter l'article en donnant les références utiles à sa vérifiabilité et en les liant à la section « Notes et références ».
La reculée du Cul du Cerf est une reculée située dans la forêt du village d'Orquevaux, dans le département de la Haute-Marne en région Grand-Est. La Manoise, affluent de la Sueurre, y prend sa source.

## Caractéristiques

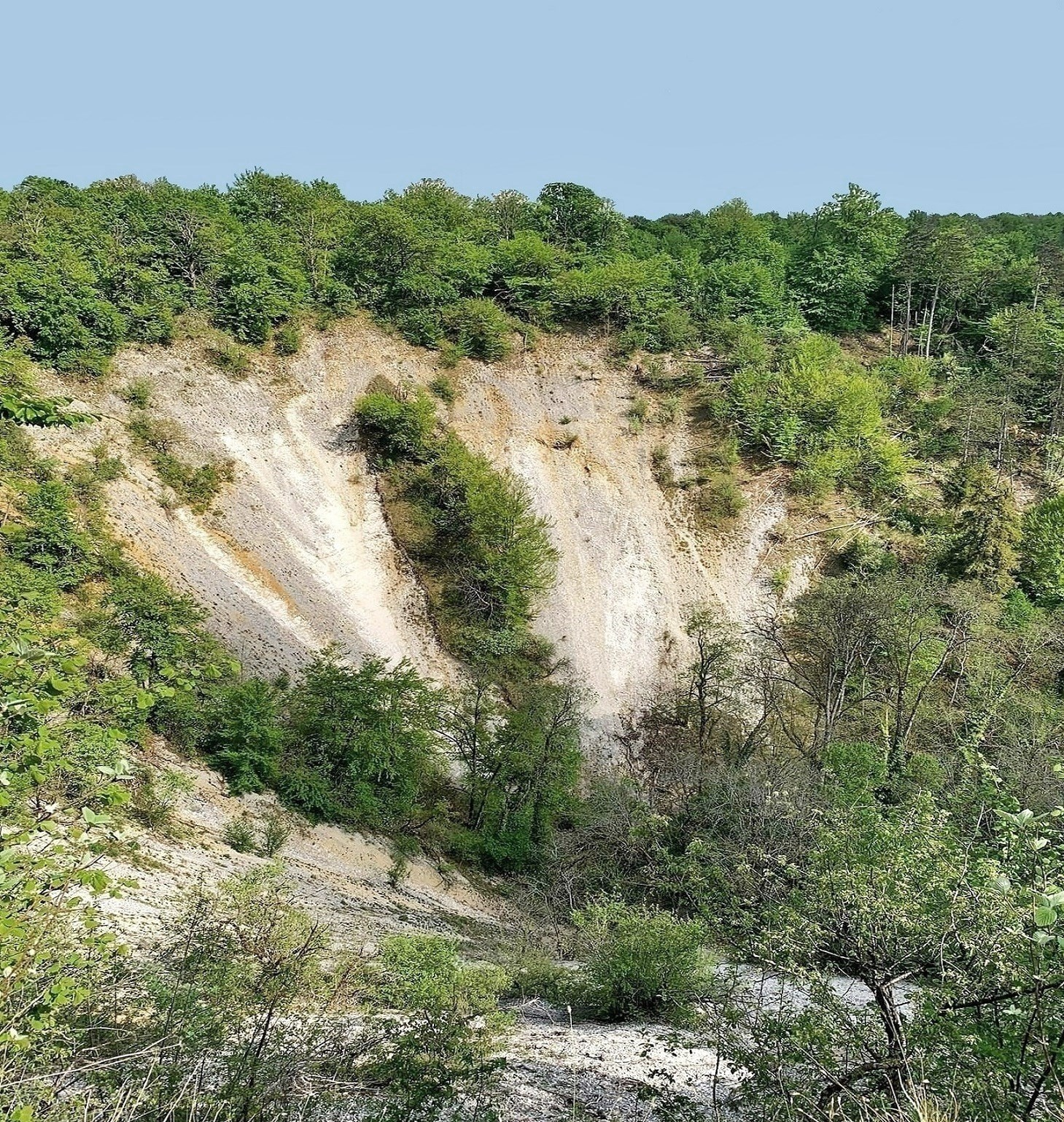
le Cul du Cerf

Le Cul du cerf se situe dans la forêt, à proximité du village d'Orquevaux en Haute-Marne (près de la limite avec le département des Vosges) à une altitude d'environ 340 m. On distingue deux parties du site séparées par une pente raide :
- la partie haute (altitude de 400 m) où passe la D148. On y aperçoit un trou (qui est la partie centrale de la source où la Manoise prend sa source).
- la partie basse (altitude d'environ 340 m) située à proximité du village d'Orquevaux. Un circuit permet aux visiteurs de longer la Manoise.

## Dolines de Trampot
A quelques kilomètres au nord du Cul du Cerf, dans une forêt située sur le territoire de la commune de Trampot se trouvent des dolines causées par l'existence d'un réseau souterrain nommé Hadès ayant relié la Manoise au Rongeant il y a quelques milliers d'années.

## Accidents
- En 1940, un jeune motard s'est tué en faisant le pari de pouvoir descendre la pente raide à moto.
- En 2018, un chasseur tombe accidentellement dans la source et y meurt[1].

## Statut
La source est classée Natura 2000.